# John Wallop (vicomte Lymington)
Pour les articles homonymes, voir John Wallop.
John Wallop, vicomte Lymington (3 août 1718 - 19 novembre 1749) est un homme politique britannique.

## Jeunesse
Fils aîné de John Wallop (1er comte de Portsmouth), il fait ses études à la Winchester School de 1731 à 1734 et à Christ Church, Oxford en 1735. De 1739 à 1740, il est maire de Lymington.

## Famille
Le 8 juillet 1740, il épouse Catherine Conduitt (décédée le 15 avril 1750), fille de John Conduitt et petite-nièce d'Isaac Newton, dont il a quatre fils et une fille:
- John Wallop (2e comte de Portsmouth) (1742-1797), qui succède à son grand-père en tant que comte de Portsmouth
  - Urania Annabella Wallop, décédée le 17 décembre 1844
  - Henrietta Dorothea Wallop, décédée le 10 juin 1862
  - John Wallop (3e comte de Portsmouth), né le 18 décembre 1767, décédé le 14 juillet 1853, épouse Grace Norton, fille de Fletcher Norton (1er baron Grantley), et Grace Chapple, il se remarie à Mary Anne Hanson, fille de John Hanson
  - Newton Fellowes (4e comte de Portsmouth), né le 26 juin 1772, décédé le 9 janvier 1854, épouse Frances Sherard, fille du révérend Castell Sherard, il se remarie à Catherine Fortescue, fille de Hugh Fortescue (1er comte Fortescue) et Hester Grenville
- Henry Wallop (d. 1794), un valet de la chambre à coucher
- Barton Wallop (3 janvier 1744 - 1er septembre 1781), épouse Camilla Powlett Smith en 1771 et a des descendants, maitre au Magdalene College, Cambridge
  - Urania Catharine Camilla Wallop, née le 23 novembre 1774, décédée le 2 janvier 1815, épouse le révérend Henry Wake, fils du révérend Charles Wake et Barbara Beckford, fille de William Beckford
  - William Barton Wallop, né le 24 décembre 1781, décédé en décembre 1824, épouse Elizabeth Ward, fille du major Ward
- Bennet Wallop (29 janvier 1745 - 12 février 1815), marié et a des enfants
- Catharine Wallop (3 janvier 1746 – mai 1813), mariée le 3 octobre 1770 à Lockhart Gordon, fils de John Gordon (3e comte d'Aboyne) et a des enfants
  - Caroline Gordon, née en 1772, décédée le 13 décembre 1801, épouse le lieutenant-colonel William James, fils du lieutenant-colonel Charles Stuart FitzRoy Douglas-Hamilton James (en) et Catherine Napier, fille de Gerrard Napier, 5e baronnet
  - Révérend Lockhart Gordon
  - Loudon Harcourt Gordon
- Jemima Wallop (née le 14 avril 1750)[3]

## Carrière parlementaire
En 1741, Wallop est élu au Parlement pour Andover, lui et John Pollen battant William Guidott et John Pugh, l'ancien fonctionnaire local et ancien député qui s'est fait détester par la population à Andover. Wallop est également élu pour Whitchurch, où il a hérité d'un domaine par l'intermédiaire de sa femme, mais choisit de siéger pour Andover.
Il siège en tant que Whig, soutenant l'administration de Robert Walpole, et vote pour Giles Earle dans sa candidature infructueuse à la présidence du Comité des privilèges et des élections cette année-là. Il s'abstient lors du vote pour enquêter sur la conduite de Walpole en 1742. En 1743, son père (qui a perdu un certain nombre de postes locaux dans le Hampshire lors de la chute de Walpole) est créé comte de Portsmouth et Wallop est titré vicomte Lymington. Il vote contre le ministère Carteret en 1744 sur leur projet d'embauche de troupes hanovriennes pour la guerre de Succession d'Autriche. Lymington est considéré comme un partisan du gouvernement Pelham en 1747, lorsque lui et Pollen sont réélus pour Andover sans opposition. Lymington est mort à la fin de 1749, avant son père.